# Радостина Йовкова
Радостина Йовкова Йовкова е българска народна певица. Има самостоятелни изяви (във Франция, Белгия, Италия, Чехия, Унгария, Украйна, Гърция, Северна Македония, Полша) и хорови с НФА „Филип Кутев“ (в Русия, Франция, Великобритания, Япония, САЩ, Австрия).

## Биография
Родена е на 21 януари 1978 година в гр. Грудово.
На 5-годишна възраст се премества да живее в странджанското село Звездец. Там учителката ѝ по музика решава да развие певчевския ѝ талант. Първата си музикална награда печели когато е седем годишна. Репертоарът си основно дължи на своята баба Марулка, която за нея е извор на фолклор. Голяма част от детството ѝ преминава в Малко Търново, благодарение на което успява да научи много песни. Записва ги не само от баба си, но и от други жени в града, както и в родния си град Грудово. Любовта ѝ към народните песни имат голям принос и нейните родители, при които музиката е неизменен спътник в тяхното ежедневие. Когато са имали гости и на тези събирания, винаги се пеели странджански песни. През 1986 година цялото семейство се връща в Грудово. Тя започва да играе народни танци, ходи на уроци по тамбура, пиано, пеене, тренира лека атлетика. През есента на 1991 година е приета в музикалната паралелка на СОУ „Добри Чинтулов“, Бургас – профил народно пеене. Малко след това започват нейни участия в конкурси и фестивали. Печели редица награди, някои от които са:
- 1995 г. – първо място в конкурс-надпяване „С песните на Вълкана Стоянова“, гр. Стралджа
- 1995 г. – Фолклорен венец „Божура“, специална награда на журито – гр. Средец
- 1995 г. – специална награда на журито – приз „Странджа пее“ с. Граматиково
- 1996 г. – приз „Златен славей“ в телевизионна класация на БНТ

Още не е завършила 11 клас, когато след конкурс се установява в Ансамбъл „Филип Кутев“, София. 1995 година е изпълнена с много емоции и преживявания за нея. На следващата година става изпълнител на 1995 г. в националната телевизионна класация „Златен славей“ на БНТ, завършва средното си образование, а от есента е студентка в АМТИИ в Пловдив.
1996 – 1999 г. Завършва Академия за Музикално и Танцово Изкуство АМТИИ – гр. Пловдив, специалност Дирижиране на народни състави.
На 23.08.1997 г. печели Първо място в конкурса „Огъня на Странджа“ гр. М.Търново.
1997 – 1999 г. Завършва Свободният факултет при ВСИ гр. Пловдив, специалност Ръководител на танцов състав.
През 1998 г. родителите ѝ се установяват трайно в София, а след завършване на академията и тя отива при тях. От април 2001 г. става певица в НФА „Филип Кутев“.
През 1997 г. прави първите си записи в БНР, аранжиментите, на които са на Георги Андреев. През 1999 г. Коста Колев прави обработка на четири нейни песни, а през 2001 г. – Костадин Генчев.
На 21 септември 2002 г. в родния си град Йовкова прави благотворителен концерт в помощ на Дом за деца „Щурче“, Средец и Дом за деца с умствена изостаналост, с. Факия. В концерта освен нея взимат участие оркестър „Средец“, ФФ „Тракийче“, „Бургас, ДЮТА „Искрици“, Мъжка битова група, Средец, МТС „Странджанска жарава“. Организатор и сценарист е самата певица.
През лятото на 2009 г. започва работа по издаването на самостоятелен диск „Мистичен огън“, включващ странджански народни и авторски песни Аранжорите, с които певицата работи са Иван Киришев, Костадин Генчев, Пейо Пеев. Песните, изпълнени от Радостина в този албум, са под съпровода на музикантите от „Дива река“ – Костадин Генчев, Димитър Христов, Стела Петрова, Христина Белева, Петьо Костадинов, Пейо Пеев, Георги Ангелов, Тенчо Павлов, Атанас Стоянов. 
От октомври 2010 г., солистката на НФА „Филип Кутев“, работи и с „Женска Вокална група за обработен фолклор“ към Народно Читалище „Труд и Постоянство“ с. Челопеч.
На 11 декември 2010 г. в столичния пиано-бар „Б29“ прави промоция на първия си самостоятелен албум „Мистичен огън“. Дискът включва странджански народни и авторски песни със съвременен аранжимент.
През 2011 г. става член на Асоциация за Развитие на Изкуствата и Занаятите (А.Р.И.З. – 7) и водеща на Кулинарния Фестивал „Пъстра трапеза – На гости на моя град“.
През март 2011 г. Радостина заснема клип на „Коледарска китка“, включена в албума ѝ.
На 21 юни 2011 г. певицата участва в премиерата на ораторията „Меланхолична красота“ по музика на Георги Андреев, състояла се в Kennedy Center, Вашингтон (САЩ).
На 15 ноември 2011 г. Йовкова е обявена за „Пазител на традициите“ за 2011 г. в областта на фолклора, младша възраст.
През януари 2012 г. става член на Инициативния комитет за възраждане на „Свето Преображение Господне“ в Болград, Украйна. На 5 май 2012 г. с помощта на община Бургас Йовкова организира Втория благотворителен концерт под мотото „Да възродим духа на храма“ в морския град.
Следват редица самостоятелни концерти и участия както с етно формация „Дива река“, така и с НФА „Филип Кутев“. Радостина Йовкова е част от състава на квартет „РаНиНа“ и септет „Багра“.
През март 2013 г. печели конкурс и започва работа и в телевизия "Дестинация БГ" на Булсатком. Там тя стартира с фолклорно предаване „Затупале тъпане“, на което е автор, сценарист и водещ. Предаването показва всичко съхранено до наши дни свързано с бита и културата на българина от съответното населено място. „Затупале тъпане“ бързо печели аудиторията и Радостина обикаля с него цяла България.
Успоредно с това, певицата експериментира и в поп музиката. Работи с Димитър Атанасов, Любомир Дамянов от „LZ“, Пейо Пеев от група „Спринт“.
През 2018 Радостина Йовкова става един от посланиците на AVON България, в подкрепа на каузата „AVON срещу рака на гърдата“. Участва в рекламни фото сесии, концерти и събития свързани с тази инициатива.
През 2019 година подкрепя кампанията „Успели българи дават личен пример“.
През 2019 г. Радостина участва в мюзикъла „Мене ме мамо, змей люби“. Това е постановка на разградския театър по „Змейова сватба“ на Петко Тодоров. Солистката на НФА „Филип Кутев“ е в ролята на Жената – Светило – биномния модел на Вселената. В спектакъла участват Петя Буюклиева, Коцето – Калки, Жени Лечева, млади актьори от класа на проф. Александър Илиев. Всичко това под вещата палка на маестро Левон Манукян.
През есента на 2021г. в София лайф клуб, Радостина представя поп – баладата „Нулево време“ – песента и видеоклипа към нея. Тя е по музика на Любомир Дамянов и текст на Пелагия Въшин, аранжимента е на Симеон Сомлев. Сценарист и режисьор на клипа е самата Радостина. Оператори са Владислав Йорданов, Антон Дангъров. Специален гост на концерта, беше Красимир Аврамов.
През 2022г., по време на пандемията Радостина се отдава на други свои интересни занимания - кулинарията и снимането. Създава кулинарния канал "Радост в кухнята" – в памет на своята майка. В него, дава живот на свои експерименти, вкусотии, които е видяла и хапвала, пътувайки из България и в чужбина. Вдъхва живот на рецептите от тефтера на мама.
През 2023г, записва "Ти дойде" - дует с поп певеца Борис Илиев. Това е компилация от фолклор (авторската песен на Радостина - "Залюбил Тодор Рада"), поп и drum and bass. Аранжор на това, както и съавтор на музиката е композитора Алекс Нушев, запис и мастеринг – ANP Music Production. Текстописец на поп часта е телевизионнния водещ – Костадин Филипов. Тя е финалист във Втория Конкурс за Нова Българска песен „Мелодията на водата“, Хисаря 2023г.
През 2023г. снима и видео към поп сингъла „Видение“. Тя е по музика на Любомир Дамянов, текст – Атанас Димов, а аранжимента е на Пейо Пеев от група „Спринт“. Видеото е дело на Вени Русинкова Атанасова.
На 03.12.2023 Таря Турунен стартира турнето си - Dark Christmas- от София и Радостина, заедно с нейни колеги поп изпълнители и оперни певци участват в концерта на именитата певица.
Радостина Йовкова стартира 2024 с видео към авторската песен „Ти дойде“ и представяне в различни медии. Видеото преплита минало и настояще и е заснето в Етнографско – Възрожденски комплекс „Св. Софроний Врачански“ гр. Враца и Local Stay в подножието на Пирин планина. Сценарист и режисьор на видеото е Вени Русинкова Атанасова. Оператор – Ангел Спасов. Песента "Ти дойде" участва в класацията на БНР ТОП20 повече от два месеца и стига до 2 място.
През 2024г получава покана от композитора Димитър Гетов, аз и още три певици от ДФА „Филип Кутев“, да участват в записа и видеото към песента „Българийо, ти си майчино обятие“, изпълнена от Георги Христов. Текста на песента е на Джина Дундова, а режисьор на клипа е Игор Марковски.
През лятото на 2024г, песента „Горещи мечти“ на Димитър Атанасов и Бистра Александрова, на която Радостина е изпълнител, е класирана за финала на Третия Конкурс за Нова Българска песен „Мелодията на водата“ гр. Хисаря 2024г.
През 2024г. участва  в концерта „С песните на Дисни“ в зала 1 на НДК.
На музикалната сцена се изявява като беквокал на Силвия Кацарова, Маргарита Хранова, Георги Христов, Нели Рангелова и много други.
Подкрепя и участва в кампанията „Концерти с кауза“.
От 2024г е част и от състава на група „Спринт“, като продължава работа в ДФА "Филип Кутев"
[източник? (Поискан преди 24 дни)]

## Творчество
- 2010 г.: „Мистичен огън“[1]